# Яструб мадагаскарський
Яструб мадагаскарський (Accipiter madagascariensis) — хижий птах роду яструбів родини яструбових ряду яструбоподібних. Ендемік Мадагаскару.

## Опис
Мадагаскарський яструб досягає довжини 29–42 см. Виду притаманний статевий диморфізм, самки важать 285–348 г. Голова, спина і зовнішня сторона крил темно-коричневі, шия темно-сіра, горло біле, живіт і стегна білі з темно-коричневими смугами, хвіст білий. Махові пера темно-коричневі, внутрішня сторона крил біла з темно-коричневими смугами, дзьоб чорний, восковиця і лапи жовті.

## Поширення
Цей вид є ендеміком Мадагаскару. Відсутній лише в центральних гірських районах. Мешкає в лісах на висоті до 1500 м над рівнем моря.

## Раціон
Раціон мадагаскарського яструба більш ніж на 95% складається з невеликих птахів, такими як капська горлиця (Oena capensis). Іноді птах може їсти комах і невеликих ящірок.

## Розмноження
Розмножуються мадагаскарські яструби в жовтні-листопаді. Будують гнізда на висоті 20–28 м, діаметром 50 см, глибиною 25 см. Гніздо рідко використовується повторно. У кладці 1–4 білих яйця з коричневими цяточками. Самка висиджує яйця 35 днів. Пташенята вперше покидають гніздо на 36–39 день, а стають самостійними через дві місяці.

## Збереження
МСОП вважає стан збереження виду близьким до загрозливого. Чисельність популяції в 2016 році оцінювалася в 5000–10000 птахів, і кількість птахів зменшується.